# بيل هووبر
بيل هووبر (بالإنجليزية: Bill Hooper)‏ هو لاعب كرة قدم نيوزيلندي، ولد في 1900 في نيوزيلندا، وتوفي في 1964. شارك مع منتخب نيوزيلندا لكرة القدم. أما مع النوادي، فقد لعب مع Seacliff AFC ‏.